# Элликкалинский район
Элликкали́нский район (узб. Ellikqal’a tumani / Элликқалъа тумани, каракалп. Ellikqala rayonı / Элликқала районы (еллик калла — 50 крепостей) — административная единица в Каракалпакстане (Узбекистан). Административный центр — город Бустан. Район был образован в 1977 году.

## Административно-территориальное деление
По состоянию на 1 января 2011 года, в состав района входят:
- Город районного подчинения

1. Бустан.

- 13 сельских сходов граждан:

1. Акчакуль,
2. Амирабад,
3. Гулистан,
4. Гульдирсин,
5. Дустлик,
6. Килчинак,
7. Кызылкум,
8. Кырккыз,
9. имени Навои,
10. Сарабий,
11. Тазабог,
12. Шарк-Юлдузи,
13. Элликкала.

## Достопримечательности
- Джанбас 4 (uzb., karakalpak. Janbas) — памятник жилой архитектуры эпохи неолита, обнаруженный в 1,5 км к югу от раскопок античного городища Джанбас-кала. Классический образец кельтеминарской культуры (IV—II тыс. до н. э.).